# Михаил Мелтев
Михаил Босилков Мелтев е български актьор, сценарист, режисьор, професор.

## Биография
Роден е в Тополовград на 17 февруари 1954 г. Завършва гимназия с преподаване на английски език в Пловдив и кинорежисура в ВИТИЗ „Кръстьо Сарафов“. Като студент създава няколко късометражни документални и игрални филми и телевизионни постановки, между които „Два вторника в Кремиковци“ (документален - 1977 г.), „Край на тракта“ (игрална новела - 1978 г.), „А на заранта се събудиха“ (телевизионна драма – 1979).
След завършване на образованието си през 1980 г. е назначен в Студия за игрални филми „Бояна“. Работи последователно като асистент-режисьор, кинорежисьор и режисьор-постановчик. Заедно с това снима документални филми в Студия за експериментални филми към СБФД и СНПДФ „Време“. Дебютира в игралното кино с черната комедия на абсурда „Бързо, акуратно, окончателно“ по сценарий на Свобода Бъчварова през 1988. Филмът не е показван пред публика преди падането на берлинската стена. След краха на тоталитарния режим филмовото производство в България замира за дълъг период. Това принуждава много изявени творци да търсят алтернативи за професионалната си реализация. В бурното време на промени през деветдесетте Мелтев участва в създаването на Сдружение на режисьорите, работи в „Международната дейност“ на СБФД, участва в учредяването и първите управителни съвети на Сдружение за защита на авторските права в киното „Филмаутор“. Впоследствие специализира кино и телевизия в САЩ и висш телевизионен мениджмънт в Би Би Си – Великобритания.
Назначен е за Изпълнителен директор е на Българската национална телевизия в периода 1993-94 г., време на бурни страсти. Той е активно работи за реорганизацията и запазването на обществения статут на националния ТВ оператор: въвежда се продуцентския принцип, приемат се правилници, нови структури, утвърждава се мястото на авторското право и новите продуцентски направления. Председател е на Съюза на българските филмови дейци в продължение на два пълни мандата - от 2000 до 2004 г. – време, през което  СБФД  се успява да възстанови производството на българско кино като убеждава депутатите от XXXIX народно събрание в необходимостта от Закон за филмовата индустрия, гласуван и приет през 2004. По късно, през 2012-2015, Михаил Мелтев е председател е на Управителния съвет на Сдружението за колективно управление на авторски права в киното „Филмаутор“, участва в Обществения съвет към министъра на културата.
Преподавателската си кариера започва в Югозападния университет „Неофит Рилски“ с основаването на катедра Арттехника, в която е първи преподавател по кинорежисура (1992-2000). Скоро след това защитава доцентура пред Висшата атестационна комисия  (1998) и докторат в Институт за изследване на изкуствата към БАН (2006). В края на десетилетието се премества в Нов български университет, където преподава „Телевизионна продукция“ и „Управление и програмиране в електронните медии“. Избран е за ръководител на департамент Масовите комуникации и упражнява тази длъжност в периода 2009-2019 г. Заедно с това води лекции в НАТФИЗ по „Мениджмънт в екранните изкуства“ и „Финансиране на екранните изкуства“ от 2001 г. От 2012 е професор в научно направление „Обществени комуникации“.
Режисьор е на документални и игрални филми, пише сценарии и има актьорски изяви, продуцира. Филмите му са намерили признание сред филмови кръгове и публика. Документалният филм „Два вторника в Кремиковци“ е отличен с почетен диплом на Фестивал на студентските филми „Бабелсберг“ и диплом на фестивала за документални и късометражни филми Лайпциг, Германия. Филмът „Сакарци“ получава голямата награда „Южна пролет“ на Фестивала за дебютни творби в Хасково, както и  диплом на Фестивала за документални и късометражни филми „Златен ритон“ - Пловдив. „Бързо, акуратно, окончателно“ е селекциониран за участие в европейски форум за най-добър филм на годината `Prix Europe` - Барцелона, Испания, а през 1991 г. получава специалната награда на журито на Фестивала на ТV игрален филм „Умбрияфикшън-91“ в Перуджа, Италия; през 1993 г. е селекциониран за `Фестивал на Българския филм в Америка` - в Колумбийски университет, Южна Каролина, САЩ.
Проф. д-р Михаил Мелтев е автор на множество публикации в областта на филмовата режисура, телевизионната и филмова продукция, европейското аудиовизуално законодателство и практики на финансиране на киното, както и на книгите „Телевизията – културна индустрия“ (С.Титра, 2007), „Телевизионен продуцент“ (С., НБУ, 1999), „Кино и електронни медии“ (С., НБУ, 2012).

### Образование и специализации
- 1968-73 г. - гимназия с преподаване на английски език - Пловдив
- 1975-80 г. - ВИТИЗ „Кр. Сарафов“ - специалност „Кино и ТV режисура“
- 1993 г. - специализация „Кино и ТВ продукция“ - САЩ
- 1994 г. - специализаци в BBC, Cardiff: „Висш мениджмънт в медиите“
- 1998 г. - доцент
- 2006 г. - образователна и научна степен „доктор“ в Институт по изкуствознание на БАН
- 2012 г. - професор

### Кариера
- 1980-91 г. - кинорежисьор и режисьор-постановчик в Студия за игрални филми „Бояна“
- 1992-99  г. - преподавател по кино и ТВ режисура в ЮЗУ „Н.Рилски“- Благоевград
- 1993-94 г. - изпълнителен директор на Българската национална телевизия
- 1996-04 г. - преподавател по ТВ продуцентство в НБУ-София
- 2000 г. - преподавател в департамент Масови комуникации на НБУ, София
- 2000-04 г. - преподавател по „Продуцентство и мениджмънт в електронните медии“ във Факултет по журналистика на СУ „Климент Охридски“
- 2000 г. - преподавател по „Мениджмънт в екранните изкуства“, НАТФИЗ „Кр. Сарафов“, София
- 2000-04 г. - председател на СБФД (два пълни мандата)
- 2012-15 г. - председател на УС на „Филмаутор“
- 2009 г. - Ръководител на департамент Масови комуникации в НБУ
- 2014-15 г. - Член на Обществен съвет към министъра на културата

### Членства
- Съюз на българските филмови дейци
- Съюз българските журналисти

## Филмография
Като режисьор
игрални
- Чуй звездите (2003) – голямата награда „Златен Витяз“ на Международния кинофорум „Златен Витяз“ – Липецк, Русия 2009
- Търси се екстрасенс (2001) – награда на факултета по журналистика „Горчивата чаша“ на Фестивала на българския игрален филм „Златна роза“ – Варна
- Бързо, акуратно, окончателно (1989) – специалната награда на журито 1991 от Фестивала на ТВ игралното кино „Умбрияфикшън-91“ – Перуджа, Италия
- Неоновото мече (1983)
- Край на тракта (1977)

документални:
- Приказки от Балканите (2015)
- Вляво от пътя Лондон-калкута Архив на оригинала от 2012-12-07 в Wayback Machine. (2011)
- Г-н Гладстон и българите (2010) Архив на оригинала от 2013-03-08 в Wayback Machine. – награда на Българска национална филмотека на Фестивала на българското документално и анимационно кино „Златен ритон“ – Пловдив 2010
- След заседанието (1987)
- Диалог (1987)
- Сакарци (1986) – Голямата награда „Южна пролет“ в Хасково, диплом от Пловдив '87
- С мерак (1984)
- „Два вторника в Кремиковци“ (1979) - диплом на Фестивала на документално и късометражно кино – Лайпциг, Германия

Режисура и ТВ адаптации:
- „А на заранта те се събудиха“ по В. Шукшин, „Жаби“ по Аристофан и др.

Като сценарист
- „Пожарища“ (Приказки от Балканите) (2012) - в съавторство, документален
- „Чуй звездите“ (2003) - в съавторство, по разказа „Слепият гъдулар“ на А. Каралийчев
- „Сакарци“ (1986) - документален
- „С мерак“ (1986) - документален
- „Момина клетва“ (1983) - в съавторство, по новелата на Михалаки Георгиев
- „Цветна телевизия“ (1980) - в съавторство, научнопопулярен
- „Два вторника в МК „Кремиковци“ (1978) - документален

Като актьор
- Огън над Афганистан (Fire Over Afghanistan) (2003)
- Мера според мера (1981), 7 серии
- Адиос, мучачос (1978) Кирчо

## Награди и отличия
- 1979 – Фестивал на документално и късометражно кино, Лайпциг, Германия – диплом за филма „Два вторника в Кремиковци“
- 1986 – Фестивал за дебютни творби на млади автори „Южна пролет“ – Голямата награда за дебют „Южна пролет“ за филма „Сакарци“
- 1987 – Фестивал на късометражно и документално кино – Пловдив, диплом за филма „Сакарци“
- 1991 – Фестивал на ТВ игралното кино „Умбрияфикшън-91“, Перуджа, Италия – специалната награда на журито за филма „Бързо, акуратно, окончателно“
- 2002 – Фестивал на българския игрален филм „Златна роза“, Варна – Награда на факултета по журналистика „Горчивата чаша“ за филма „Търси се екстрасенс“
- 2009 – ХVІІІ Международен кинофорум „Златен Витяз“, Липецк, Русия – голямата награда „Златен Витяз“ за филма „Чуй звездите“
- 2010 – ХVІІІ Фестивал на българското документално и анимационно кино „Златен ритон“, Пловдив – награда на Българска национална филмотека за „Г-н Гладстон и българите“
- 2012 – Номинация за режисура на документалния филм „Вляво от пътя Лондон-Калкута“  - Награди на Българската филмова академия
- 2012 – Награда за най-добър документален филм „Вляво от пътя Лондон-Калкута“ – Награди на Българската филмова академия
- 2012 - Награда за режисура за филма „Вляво от пътя Лондон – Калкута“ на ХІХ фестивал на българското документално и анимационно кино „Златен ритон“, Пловдив
- 2015 – Награда на Българската национална филмотека за филма „Приказки от балканите“ на ХХII фестивал на българското документално и анимационно кино „Златен ритон“, Пловдив
- 2016 - Наградата на Галиция-филм за филма „Приказки от балканите“ на VII международен фестивал на историческо и военно кино, Варшава, Полша
- 2017 - „Бронзов Витяз“ за филма „Приказки от Балканите“ на ХХVІ международен кинофорум „Златен Витяз“, Русия

## Научни публикации и книги

### Книги
- Кино и електронни медии. С.: Издателски център на НБУ, 2012.
- Телевизията – културна индустрия. С.: Титра, 2007, 159 с.
- Телевизионен продуцент . С.: НБУ, 1999, 150 с.

### Статии и студии
- Документалност и развлечение. - В: Изкуствоведски четения, Сб. С: Институт за изкуствознание, БАН. 2015
- Изобразителната композиция. - В: Годишник на депт. Масови комуникации, НБУ. 2014
- Перманентната еволюция на аудиовизуалните формати. - В: Изкуствоведски четения, Сб. С: Институт за изкуствознание, БАН. 2014 с. 223-2
- Права и развитие на проект - В: Сб. Авторско право и творчество, ИИИз, БАН и Филмаутор, 2014
- Етапът „Развитие“ в производството на телевизионните програми. - В: Годишник на депт. Масови комуникации, НБУ. 2013
- Предизвикателства към природата на електронните медии в епохата на интернет. - В: Изкуствоведски четения. С: БАН, Институт за изследване на изкуствата, 2013
- Предпродукцията като етап във филмовото производство. - В: Годишник на НАТФИЗ „Кръстьо Сарафов“, 2012, с. 141-151
- Творчество и занаят в телевизионната реклама. - В: Годишник на депт. Масови комуникации, НБУ 2012
- Правна регулация на филмовата индустрия в България. - В: Годишник на НАТФИЗ „Кръстьо Сарафов“ 2011, с. 141-147
- Управление на творчески персонал. - В: Годишник на депт. Масови комуникации, НБУ 2011
- Финансиране не независима продукция в САЩ. - В: Изкуствоведски четения, Сб. С: Институт за изкуствознание, БАН 2011, с. 209-214
- Данъчни насърчения за аудиовизуалното производство във Франция. - В: Изкуствоведски четения, Сб. С: Институт за изкуствознание, БАН. 2010 с. 363-367
- Професионални практики в режисурата на телевизионното интервю. - В: Годишник на депт. Масови комуникации, НБУ 2010, с. 18 Е/И
- Предпродукцията в процеса на филмовото производство. - В: Годишник на НАТФИЗ „Кр. Сарафов“ 2009, с. 20 с
- Изразни средства на камерата. - В: Годишник на депт. Масови комуникации, НБУ 2009, Е/И
- Филмовата индустрия – българският модел. - В: Изкуствоведчески четения, Сб. С: Институт за изкуствознание, БАН 2009, с. 278-285
- Европейски модели за стимулиране на аудиовизията. - В: Годишник на НАТФИЗ „Кр. Сарафов“. 2009, с. 111-128
- Аудиовизуална политика на Европейския съюз. - В: Кино 2008, №6, с. 50-56
- Обществените медии в информационното общество. - В: Годишник на депт. Масови комуникации, НБУ 2008, Е/И
- Пактът „обществената медия – общество“. - В: Изкуствоведчески четения, Сб. С: Институт за изкуствознание, БАН. 2008, с. 174-185
- Европейско и българското кино – модели и формули. - Кино, 2007, № 6, с. 39-41
- Управлението в електронните медии - В: Годишник на департамент Масови комуникации на НБУ 2007, 25 с. Е/И
- Предизвикателствата пред обществените медии в дигиталната ера. - В: Изкуствоведски четения 2007, с. 194-201
- Телевизионна индустрия - В: Годишник на департамент Масови комуникации, НБУ 2006, Е/И
- Филмовата индустрия – европейският модел. - В: Изкуствоведски четения 2006, С. 57-66
- Телевизионната индустрия – европейският модел. - В: Изкуствоведски четения 2005, с. 113-117
- Труд и качество. - Медиа свят, 2005, №1, с. 37
- Програмиране в радиото и телевизията. - В: Годишник на Департамент по масовите комуникации, НБУ 2005, с. 35-49
- Телевизионния пазар в Европа. - Медиа свят, 2004, №11, с. 34
- Телевизията в европейската общност в края на ХХ век. - В: Годишник на Департамент по масови комуникации, НБУ 2004, с. 27-29
- Технологичната революция промени телевизионната реклама. - Медиа свят, 2004, №8, с.12
- Регулативни механизми за подпомагане на киното и телевизията в Европейския съюз. - В: Годишник на Департамент по масови комуникации, НБУ 2003, с. 60-65
- Авторски права. Кино, телевизия. - В: Бюлетин НСРТ, 2001, № 11/12,  с. 12-13
- Българското кино и българската телевизия. -  Кино, 2001, № 6, 8-9
- Зрител и потребност. - В: Годишник на Департамент по масови комуникации, НБУ 2001, с. 41-52
- Кабелна телевизионна система в САЩ – структура, програмиране и финансиране. - В: Годишник на Департамент по масови комуникации, НБУ 2000, с. 44-49
- Телевизията - модели и системи. - В: Годишник на Департамент по масови комуникации, НБУ 1997, с. 8-15
- Телевизия и реклама.- Четвърта власт, 1996, № 1, с. 29-35
- Public Media in Digital Age. In: Undrestanding Media in the New Media Era, Istanbul: Journalist and Writers Foundation Press, 2013